# Euphorbia atrox
Euphorbia atrox ist eine Pflanzenart aus der Gattung Wolfsmilch (Euphorbia) in der Familie der Wolfsmilchgewächse (Euphorbiaceae).

## Beschreibung
Die sukkulente Euphorbia atrox wächst aus einer faserigen Wurzel und bildet Polster bis 30 Zentimeter Höhe und 40 Zentimeter Durchmesser aus. Die kurzen Triebe werden 1,5 bis 2,5 Zentimeter dick und sind mit deutlich erhabenen Warzen besetzt, die in einem Abstand von bis zu 1,5 Zentimeter zueinander in stehen. Die Warzen sind in 5 Reihen angeordnet die spiralförmig um den Trieb verlaufen. Die länglichen Dornschildchen sitzen oberhalb der Warzen, stehen einzeln und werden bis 10 Millimeter lang und 3,5 Millimeter breit. Es werden starke Dornen bis 2,5 Zentimeter Länge ausgebildet.
Der Blütenstand wird durch ein bis drei, in einer senkrechten Linie stehenden und einfachen Cymen gebildet. Sie stehen an einem 1 Millimeter langen Stiel. Die Cyathien werden 3,5 Millimeter groß und die dreieckigen, aneinander stoßenden Nektardrüsen sind gelb gefärbt. Die deutlich gelappte Frucht wird 2,7 Millimeter lang und 3,7 Millimeter breit. Sie steht an einem 4 Millimeter langen und zurückgebogenen Stiel. Der eiförmige Samen wird etwa 2 Millimeter groß und ist mit sehr kleinen Warzen bedeckt.

## Verbreitung und Systematik
Euphorbia atrox ist im Nordosten von Somalia in der Bari-Region auf felsigen Hängen mit lückigem Strauchwerk in Höhenlagen von 90 bis 550 Meter verbreitet.
Die Erstbeschreibung der Art erfolgte 1992 durch Susan Carter Holmes.